# Dodge Magnum
O Magnum é um veículo tipo coupe de porte médio-grande da Dodge.
No Brasil o Dodge Magnum foi um carro produzido pela Chrysler do Brasil de 1979 a 1981, para a substituição dos Dodge Dart Gran Coupe, descontinuados desde 1975.
Todo os Dodges V8 do Brasil, o Magnum incluído neste artigo, são baseados no Dodge Dart 1968-1969 dos Estados Unidos da América (EUA), com carroceria chamada de A-Body e com o motor V8 de 318 polegadas cúbicas (nos EUA era considerado um modelo compacto).
Os modelos de Dodges V8 (coupé ou sedan) de 1979 a 1981 (Dart, Charger R/T, Magnum e Le Baron, foram feitos com novas frentes e traseiras a fim de ficarem semelhantes ao Modelo Dodge Dart Swinger 1970 a 1976 dos EUA, com um pequeno diferencial na grade frontal do Modelo Magnum (coupe) e LeBaron (Sedan) que possuíam uma Grade Única, exclusiva (em fibra de vidro), fabricada apenas no Brasil a fim de parecerem mais requintados.
O ano/modelo 1979 ao 1981 vinha com rico acabamento fazendo questão do uso de cromados, nas calotas, para-choques, frisos, e detalhes. Seu acabamento também era considerado no Brasil como um grande requinte, tendo teto em vinil de várias cores, e opcionais como ar condicionado, cambio automático, teto solar e pneus radiais. O espaço interno era semelhante, mas não maior, que no Dodge LeBaron, um Sedan com 4 portas com a mesma grade frontal, por ser um Coupé. Os Dodges Sedan (todos os V8 do Brasil, os modelos Dart, Dart de Luxo e o LeBaron) eram por definição alguns centímetros mais altos que os Coupés, isso se verifica claramente nos tamanhos dos vidros de para-brisas e de vigias.
No fim de 1978, a Chrysler do Brasil já apresentava e começava a fabricar alguns modelos Dodge Magnum, já como modelo de 1979.
Unidades produzidas no Brasil
- 1978: 833 unidades
- 1979: 1208 unidades
- 1980: 78 unidades
- 1981: 127 unidades